# Alfonso Pinto
Alfonso Pinto (ur. 4 października 1978 w Torre Annunziata) – włoski bokser, dwukrotny srebrny medalista mistrzostw Europy w 2004 i 2006 w wadze papierowej.
Startował również na igrzyskach olimpijskich w Atenach w wadze papierowej. Doszedł do ćwierćfinału, gdzie pokonał go późniejszy srebrny medalista tych igrzysk Atagün Yalçinkaya.